# Battle Spirits - Shōnen Toppa Bashin
Battle Spirits - Shōnen Toppa Bashin (バトルスピリッツ 少年突破バシン?, Batoru Supirittsu Shōnen Toppa Bashin) è un anime shōnen, tratto dal gioco di carte collezionabili Battle Spirits, creato da Hajime Yatate e prodotto dalla Sunrise. La serie è andata in onda in Giappone su Nagoya TV dal 7 settembre 2008 al 6 settembre 2009. In Italia è inedita la serie animata, mentre il manga è stato pubblicato da GP Manga nel 2011.
BS - Shōnen Toppa Bashin è la prima serie anime della saga di Battle Spirits ed è seguita da BS - Dan il Guerriero Rosso.

## Trama
Toppa Bashin è uno studente del primo anno delle scuole medie con la passione per i giochi di carte collezionabili. Infatti il gioco Battle Spirits è di gran moda nella sua scuola. Un giorno incontra J, un giocatore di carte, genio e campione nazionale di Battle Spirits e i due si sfidano in una partita. Tuttavia il loro incontro risveglierà un potere addormentato nel ciondolo che Bashin ha indosso. Questi scopre che il ciondolo gli consente di raggiungere il mondo Altrove, un luogo dove gli "Spirits", se chiamati, possono materializzarsi.

## Personaggi
Bashin / Toppa Bashin (バシン／馬神 トッパ?, Bashin / Bashin Toppa)
Doppiato da: Mutsumi Tamura (ed. giapponese)
J / Juli Sawaragi (Ｊ／ジュリー澤ラギ?, J / Jurī Sawaragi)
Doppiato da: Kaya Miyake (ed. giapponese)
Suiren / My Sunshine (スイレン／マイサンシャイン?, Suiren / Mai Sanshain)
Doppiata da: Ayahi Takagaki (ed. giapponese)
Striker / Kakeru Nohara (ストライカー／ノ原 カケル?, Sutoraikā / Nohara Kakeru)
Doppiato da: Ryosuke Sakamaki (ed. giapponese)
Meganeko / Fumiko Otonashi (メガネコ／音無 フミコ?, Meganeko / Otonashi Fumiko)
Doppiata da: Akemi Kanda (ed. giapponese)
Card Sensei / Kyōji Kawatō (カードセンセ／川戸 キョージ?, Kādo Sense / Kawatō Kyōji)
Doppiato da: Riki Kitazawa (ed. giapponese)

## Anime
L'anime, prodotto da Sunrise, è composto da 50 episodi, andati in onda su Nagoya TV dal 7 settembre 2008 al 6 settembre 2009. Dal 27 febbraio 2009 al 29 gennaio 2010 è stato raccolto in 17 DVD contenenti ciascuno 3 episodi.

### Episodi
| Nº | Giapponese 「Kanji」 - Rōmaji                                                                    | In onda           | In onda |
| Nº | Giapponese 「Kanji」 - Rōmaji                                                                    | Giapponese        |         |
| 1  | 「正面突破バシン登場！」 - Shōmen Toppa Bashin tōjō!                                             | 7 settembre 2008  |         |
| 2  | 「ライバルの名はＪ」 - Raibaru no na wa J                                                        | 14 settembre 2008 |         |
| 3  | 「波乱バンジョー授業参観」 - Haran banjō jugyō sankan                                            | 21 settembre 2008 |         |
| 4  | 「アイドルはマイサンシャイン」 - Aidoru wa Mai Sanshain                                          | 28 settembre 2008 |         |
| 5  | 「運動会がタイヘンだ」 - Undōkai ga taihen da                                                    | 5 ottobre 2008    |         |
| 6  | 「カードバトラーのお見舞い」 - Kādobatorā no o mimai                                             | 12 ottobre 2008   |         |
| 7  | 「ウルサいトコでオオ騒ぎ！」 - Urusai toko de oo sawagi!                                         | 19 ottobre 2008   |         |
| 8  | 「修学旅行も正面トッパ」 - Shūgakuryokō mo shōmen toppa                                          | 26 ottobre 2008   |         |
| 9  | 「お京の迷Ｑ？」 - O kyō no mei Q?                                                               | 2 novembre 2008   |         |
| 10 | 「ダイ迷路でダイ迷惑」 - Dai meiro de dai meiwaku                                                | 9 novembre 2008   |         |
| 11 | 「バトスピ大作戦」 - Batosupi daisakusen                                                         | 16 novembre 2008  |         |
| 12 | 「招待フメーの正体フメー」 - Shōtai fumē no shōtai fumē                                          | 23 novembre 2008  |         |
| 13 | 「出現ガンスリンガーの魔物！」 - Shutsugen gansuringā no mamono!                                 | 30 novembre 2008  |         |
| 14 | 「初ファイナルはナミダのちスマイル」 - Hatsu fainaru wa namida nochi sumairu                     | 7 dicembre 2008   |         |
| 15 | 「難点満点クリスマス」 - Nanten manten Kurisumasu                                                | 14 dicembre 2008  |         |
| 16 | 「アイボウの消えた日」 - Aibou no kieta nichi                                                    | 21 dicembre 2008  |         |
| 17 | 「マイファーストサンシャイン」 - Mai Fāsuto Sanshain                                             | 4 gennaio 2009    |         |
| 18 | 「冬ショーメン突破」 - Fuyu shōmen toppa                                                         | 11 gennaio 2009   |         |
| 19 | 「タッグ痛快ライバルズ」 - Taggu tsūkai raibaruzu                                                | 18 gennaio 2009   |         |
| 20 | 「絶交ちゅーは絶不ちょー」 - Zekkō chū wa zetsu fuchō                                            | 25 gennaio 2009   |         |
| 21 | 「マイサンシャインバレンタイン」 - Mai Sanshain Barentain                                        | 1º febbraio 2009  |         |
| 22 | 「ナゾオトナにだってヒミツ」 - Nazo onna ni datte himitsu                                        | 8 febbraio 2009   |         |
| 23 | 「ラスト小学生デイズ」 - Rasuto shōgakusei deizu                                                 | 15 febbraio 2009  |         |
| 24 | 「春のバトスピキイロい嵐」 - Haru no batosupi kiiroi arashi                                      | 22 febbraio 2009  |         |
| 25 | 「キラリ輝石の目覚め」 - Kirari teru ishi no mezame                                              | 1º marzo 2009     |         |
| 26 | 「サクラの下でバトスピを」 - Sakura no shita de batosupi wo                                      | 8 marzo 2009      |         |
| 27 | 「ピンクとアマデウス」 - Pinku to amadeusu                                                       | 15 marzo 2009     |         |
| 28 | 「Ｊ、街ろまんの旅」 - J, machi roman no tabi                                                    | 22 marzo 2009     |         |
| 29 | 「ちゅー学ランニュー学ラン」 - Chū gaku rannyū gaku ran                                          | 29 marzo 2009     |         |
| 30 | 「ハンジョー根性バトスピ部」 - Hanjō konjō batosupi-bu                                           | 5 aprile 2009     |         |
| 31 | 「バトスピを生徒会長と」 - Batosupi wo seitokaichō to                                            | 12 aprile 2009    |         |
| 32 | 「スピードスターからの手紙」 - Supīdosutā kara no tegami                                         | 19 aprile 2009    |         |
| 33 | 「ウィークポイントでコモンを狙え！」 - Uīkupointo de komon wo nerae!                             | 26 aprile 2009    |         |
| 34 | 「裏切りの合宿ジャック」 - Uragiri no gasshuku jakku                                             | 3 maggio 2009     |         |
| 35 | 「テストもオヤジもショーメントッパ」 - Tesuto mo oyaji mo shōmen toppa                           | 10 maggio 2009    |         |
| 36 | 「熱血バトスピ部・京へ」 - Nekketsu batosupi-bu kyō he                                           | 17 maggio 2009    |         |
| 37 | 「アイボウたちのスピリット」 - Aibou tachi no supiritto                                          | 24 maggio 2009    |         |
| 38 | 「プールでループ・激流」 - Pūru de rūpu gekiryū                                                  | 31 maggio 2009    |         |
| 39 | 「チーム対抗ダイ熱戦・開幕？」 - Chīmu taikō dai nessen kaimaku?                                 | 7 giugno 2009     |         |
| 40 | 「突破・ファミリーとチームの間で」 - Toppa famirī to chīmu no kan de                             | 14 giugno 2009    |         |
| 41 | 「対決・黒い騎士と女王を絶タイ絶メイに」 - Taiketsu kuroi kishi to joō wo zetsu tai zetsu mei ni | 28 giugno 2009    |         |
| 42 | 「決着・ジャックの夜に死と再生を」 - Kecchaku Jakku no yoru ni shi to saisei wo                  | 5 luglio 2009     |         |
| 43 | 「復活の師匠はブルーコメット」 - Fukkatsu no shishō wa burū kometto                              | 19 luglio 2009    |         |
| 44 | 「波ノリ太陽ストライカー」 - Nami nori taiyō sutoraikā                                           | 26 luglio 2009    |         |
| 45 | 「夏ショーメン突破」 - Natsu shōmen toppa                                                        | 2 agosto 2009     |         |
| 46 | 「キセキの６人・決戦前夜のゆくえフメー」 - Kiseki no 6-nin kessen zenya no yukue fumē            | 9 agosto 2009     |         |
| 47 | 「ショーメン突破ショータイム・開演！」 - Shōmen toppa shōtaimu kaien!                            | 16 agosto 2009    |         |
| 48 | 「最キュー敵ナイン・最キョーのバトル」 - Saikyū teki nain saikyō no batoru                       | 23 agosto 2009    |         |
| 49 | 「ライフで受けろ！ギラリ輝石の決着！」 - Raifu de ukero! Girari teru ishi no kecchaku!           | 30 agosto 2009    |         |
| 50 | 「奇蹟のカードバトラー・正面突破バシン！」 - Kiseki no kādobatorā shōmen toppa Bashin!           | 6 settembre 2009  |         |

### Colonna sonora
La colonna sonora è stata pubblicata in un album unico nell'autunno del 2008. La sigla di apertura originale è stata pubblicata in un singolo omonimo da Lantis l'8 ottobre 2008 assieme al brano NEVER SURRENDER. La prima sigla di chiusura è stata pubblicata in un singolo da Geneon Entertainment il 27 novembre 2008, mentre la seconda sigla di chiusura in un altro singolo da Bandai il 3 giugno 2009.
Sigla di apertura
- GO AHEAD!!, di Mitsuhiro Oikawa

Sigla di chiusura
- Bouken kiroku (冒険記録?), dei Little Non (ep. 1-26)
- dear-dear DREAM, di My Sunshine (Ayahi Takagaki) meets Sphere (ep. 27-50)

## Manga

Copertina del primo volume dell'edizione italiana, raffigurante Toppa Bashin e Juli "J" Sawaragi

Il manga è stato pubblicato sulla rivista Kerokero Ace (Kadokawa Shoten) e successivamente serializzato in 4 tankōbon dal novembre 2008 al settembre 2009. In Italia, è stato pubblicato dalla GP Manga a partire dall'ottobre 2011 al gennaio 2012. Il manga si differenzia molto dalla serie animata. Un romanzo breve dal titolo Battle Spirits - Shomen Tanteidan (バトルスピリッツ ショーメン探偵団?, Batoru Supirittsu Shōmen Tanteidan) è uscito il 15 luglio 2009.

### Volumi
| 1 | 26 novembre 2008 | ISBN 978-4-047-16006-4 | 22 ottobre 2011  | ISBN 978-88-6468-473-4 |
| 1 | Capitoli - Turno 1. Una carta che scotta (燃えるカード?, Moeru kādo) - Turno 2. La tempesta fiammeggiante (灼熱の嵐?, Shakunetsu no arashi) - Turno 3. J e Bashin (Ｊとバシン?, J to Bashin) |                        |                  |                        |
| 2 | 26 marzo 2009 | ISBN 978-4-047-16012-5 | 19 novembre 2011 | ISBN 978-88-6468-474-1 |
| 2 | Capitoli - Turno 4. Alta velocità VS. impatto devastante (神速ｖｓ.正面突破?, Shinsoku vs. Shomen Toppa) - Turno 5. Scontro! Number Nine (対決！ナンバーナイン?, Taiketsu! Nanbā Nain) - Turno 6. La danza di Striker (ストライカー舞う?, Sutoraikā mau) - Turno 7. Una carta rarissima dall'impatto devastante! (激突Ｘレア！?, Gekitotsu X rea!) - Fase Extra |                        |                  |                        |
| 3 | 23 luglio 2009 | ISBN 978-4-047-16022-4 | 3 dicembre 2011  | ISBN 978-88-6468-475-8 |
| 3 | Capitoli - Turn 8. Radunati (集う者たち?, Tsudou monotachi) - Turn 9. Il mondo distorto (歪む世界?, Yugamu sekai) - Turn 10. Forza di volontà (イシノチカラ?, Ishi no chikara) - Turn 11. Aprire il cuore (交わる想い?, Majiwaru omoi) - Fase Extra |                        |                  |                        |
| 4 | 26 settembre 2009 | ISBN 978-4-047-16023-1 | 14 gennaio 2012  | ISBN 978-88-6468-476-5 |
| 4 | Capitoli - Turn 12. Smile (スマイル?, Sumairu) - Turn 13. La forza di volontà che non vacilla (揺るがない意志?, Yuruganai ishi) - Turn End. Il mondo continua (続く世界?, Tsudzuku sekai) - Fase Extra |                        |                  |                        |